# ژاک فیلیپ
ژاک فیلیپ (انگلیسی: Jacques Philip؛ زادهٔ ۲۲ مارس ۱۹۶۳) بازیکن فوتبال اهل فرانسه است.
از باشگاه‌هایی که در آن بازی کرده‌است می‌توان به باشگاه فوتبال المپیک لیون و باشگاه فوتبال کان اشاره کرد.